# A Juvenile Product of the Working Class
A Juvenile Product of the Working Class is het tweede studioalbum van de Amerikaanse punkband Swingin' Utters. Het werd op 1 september 1996 uitgegeven door Fat Wreck Chords en was daarmee het eerste studioalbum dat de band via dit label liet uitgeven. Het werd geproduceerd door Ryan Greene en Fat Mike, de eigenaar van Fat Wreck Chords. Het album werd heruitgegeven in 2008 en 2018.

## Nummers
Het nummer "Fifteenth and T" is ook te horen op het compilatiealbum Give 'Em the Boot (1997) van Hellcat Records. Live-versies van de meeste nummers van dit album zijn ook te horen op het livealbum Live in a Dive (2004).
1. "Windspitting Punk" - 2:14
2. "No Time to Play" - 2:13
3. "Nowhere Fast" - 1:54
4. "Keep Running" - 2:14
5. "Sustain" - 1:37
6. "(Of) One in All" - 1:40
7. "Derailer" - 1:56
8. "The Next in Line" - 3:40
9. "Sign It Away" - 1:50
10. "Time Tells Time" - 2:52
11. "Almost Brave" - 1:28
12. "Fifteenth and T" - 2:13
13. "London Drunk" - 2:03
14. "The Black Pint" - 2:27
15. "Bigot's Barrel" - 2:31
16. "A Step to Go" - 2:21

## Band
- Johnny Peebucks - zang
- Max Huber - gitaar
- Greg McEntee - drums
- Kevin Wickersham - basgitaar
- Darius Koski - gitaar, accordeon, zang